# 北極

北極海周辺の地図。赤線は7月の平均気温が10℃である等温線を示す。この赤線に囲まれた部分を北極と定義することもある。なお、この定義はケッペンの気候区分における寒帯と重なる。

北極（ほっきょく、英語: Arctic、ロシア語:Арктика、デンマーク語:Arktis、ノルウェー語:Arktis、アイスランド語:Norðurslóðir）とは、地球などの惑星・天体の地軸と地表が交わる点のうち、北側のものである北極点の周辺地域、もしくは北極点そのものを指す。地球上では北極海などを含む地域で、特に白夜・極夜の見られる区域を北極圏と呼ぶ。
地球の自転軸上の北極点と方位磁石が示す北極である北磁極は異なる場所にあり、1000km程離れている。そのため、方位磁石が示す方向が必ずしも真北とは限らない。南北の磁極は移動し続けている。

## 地理
地球上の北極点を中心とする北極海およびその周辺の島嶼、大陸（ユーラシア大陸と北アメリカ大陸）沿岸部を含む地方を北極地方と呼ぶ。北極点は北極海にあるが、一年を通じて凍結しているため、氷上を移動して北極点に到達することが可能である。
北極圏は天然資源が眠る場所としても注目されていて、その規模は世界の4分の1の埋蔵量を占めるものと見られている。ロシア連邦のヤマル半島での天然ガス採掘（後述）など一部では開発が始まっている。将来においても、北極圏は人類の資源採掘において重要な地域として扱われ、本格的な開発計画や資源争奪が行われるであろうことは予想に難くない。
アメリカ地質調査所が2018年に公表した、石油・天然ガス資源の埋蔵量に関する報告書には、未発見で技術的に採掘可能な世界資源のうち約22％が北極圏にあるという見解が記されている。よって規模がこの報告書通りであるならば今後、採掘の際には地球上の資源の2割方を占める量が産出されることが見込まれる。

## 航路・領域などを巡る動き
現代で言う北極圏を含めて大西洋を船で北上する試みは古代・中世ヨーロッパから繰り返され、アイスランドやグリーンランドへの入植、探検、経済活動（貿易や捕鯨などの漁業）が行われた。
現代において、北極はこの圏に位置する国家にとって重要な航路となっており、夏場は商業目的で北極海が重要ルートとして利用されている。現在、地球温暖化による影響もからみ、航行可能期間はこれまでより長くなる傾向にあり、2030年頃には夏に氷海がなくなる可能性があるとされる。それによって北極航路の通年開通が現実性を帯び、物流のコストも従来に比べて格段に安くなるなどのメリットが出はじめている。
現時点で東アジアと欧州を往来する船の大半は、スエズ運河経由の航路を利用している。この航路を北極海の航路に変えると、航海距離は約3分の2に短縮され、航行時間も約1ヶ月と約10日ほど短くなる。このため燃料消費量が最大50％削減できるとされ、二酸化炭素や窒素酸化物の排出削減にも繋がる利点がある。また現今においては中東情勢に絡んだ問題もあり、その緊迫化という政治リスクを低減できることも大きい。
だが、北極開発は自由に行えるわけではない。国際海洋法に基づいて5沿岸国（アラスカ州を領有するアメリカ合衆国、ロシア、カナダ、グリーンランドを領有するデンマーク、ノルウェー）が主権を主張し、排他的経済水域（EEZ）や大陸棚を主張・設定している。EEZ内での開発には主権国家の同意が必要になる。安全保障上の問題では、航行の自由を主張するアメリカに対して、自国沿岸の管轄権行使を主張する他の沿岸国との対立が続いており、法的規範も現状ではまだ整っていない。
また北極はソ連とアメリカなど西側諸国の冷戦以降、軍事的な対峙の場ともなっている。

### 非北極圏諸国の関与
北極圏に位置しない諸国も、北極海航路や資源開発、安全保障などで関与している。北極評議会は北極圏に領土を有する各国と他の北欧諸国（スウェーデン、フィンランド）の正規メンバー8カ国に加えて、日本を含む非北極諸国13カ国がオブザーバー参加している。
2017年暮れの12月8日、北極に面したロシア・ヤマル半島で、中国がロシアに資金協力する形で結ばれた協力案件でLNG（液化天然ガス）開発プロジェクトでもある「ヤマルLNG」が正式稼働。2019年に全面竣工後、3本の生産ラインで毎年中国へ400万tのLNGが供給されている。この量は中国が輸入するLNG総量の8%に相当し、中国はこの箇所をシルクロードになぞらえ「氷上シルクロードの重要拠点」と位置づけている。
また中国も北極進出を2004年に行なっており、同国は初となる北極観測基地「黄河基地」をノルウェー・スバールバル諸島に建設している。そして2017年には、気象や航路調査、海洋生物多様性調査などで北極を3か月かけ一周する調査活動も行なった。
一方、北極に近い極東に位置する日本は2015年、国家政策の一つ『我が国の北極政策』を発表し、航路や資源開発に取り組む姿勢を示した。前述の北極圏評議会オブザーバー参加に続いて、産官学で北極圏の課題を話し合う「北極サークル」に2018年10月、河野太郎外務大臣が出席し、閣僚を初めて派遣した。上記のヤマルLNGプロジェクトには日本企業も関与している。こうした日本の積極姿勢は、中国の北極進出を視野に入れている 。